# Ride Him, Cowboy
Ride Him, Cowboy is een western uit 1932 met John Wayne in de hoofdrol. De film is een remake van The Unknown Cavalier uit 1926 waarin Ken Maynard de hoofdrol speelt. 
Opvallend is dat in de film veel gebruikgemaakt wordt van standaardbeelden uit het origineel. 

## Rolverdeling
| Acteur            | Personage                         |
| ----------------- | --------------------------------- |
| John Wayne        | John Drury                        |
| Ruth Hall         | Ruth Gaunt                        |
| Henry B. Walthall | John Gaunt                        |
| Otis Harlan       | Judge E. Clarence "Necktie" Jones |
| Harry Gribbon     | Deputy Sheriff Clout              |
| Frank Hagney      | Henry Sims / The Hawk             |
| Lafe McKee        | Mary Stone                        |